# Marmon-Herrington CTLS
Xe tăng chiến đấu hạng nhẹ Marmon-Herrington là tên một sê-ri tăng hạng nhẹ do Mỹ thiết kế nhằm xuất khẩu sang nước ngoài vào thời điểm bắt đầu thế chiến II.

## Đặc điểm
CTL-3 gồm hai người điều khiển và được trang bị 2 súng máy cỡ nòng 0.50 inch và 0.30 inch.

## Hoạt động
Một vài trong số chúng được thấy hoạt động trong chiến dịch Đông Ấn thuộc Hà Lan nhằm chống lại quân Nhật.. Vào giữa năm 1942, một số lượng lớn CTL-3 được chuyển cho quân đội Australia với mục đích luyện tập.
Sau trận Trân Châu Cảng, một vài trong số chúng được gửi cho các sư đoàn thủy quân lục chiến Mỹ và cho chúng hoạt động tại phía bắc Alaska với biệt danh là T-14 và T-16.

## Biến thể
- CTL-1
- CTL-2
- CTL-3
- CTL-4
- CTVL
- CTLS-4TAC
- CTMS-ITBI
- MTLS-IGI4